# Adam Bohorič
Adam Bohorič, né c. 1520, mort après le 20 novembre 1598) était un prédicateur protestant slovène, professeur et auteur de la première grammaire du slovène.
Bohorič est né dans le bourg de Reichenburg dans le duché de Styrie (aujourd'hui Brestanica en Slovénie). Il a étudié à Wittenberg sous la direction de Philip Melanchthon. En 1584, il écrit son œuvre la plus connue, Arcticae horulae succisivae. Le livre, écrit en latin, fut la première grammaire du slovène et le premier guide normatif slovène. Il a été adapté et republié sous le nom de Grammatica latino-germanico-slavonica en 1715 par Joannes Adamus Gaiger. Dans cet ouvrage, Bohorič a codifié le premier alphabet slovène, aujourd'hui appelé alphabet Bohorič. Il a été utilisé jusque dans les années 1840, date à laquelle il a été remplacé par l'alphabet latin de Gaj.